# PZL Bielsko IS-A
Die IS-A (auch WWS-1) Salamandra ist ein polnisches Segelflugzeug. IS steht für Instytut Szybownictwa (Institut für Segelflugwesen).

## Entwicklung
Die Salamandra wurde aufgrund einer Ausschreibung der polnischen Regierung entwickelt, um dem Anfang der 1930er Jahre im Land aufblühenden Segelflugsport ein für die Schulung geeignetes Muster aus eigener Produktion zur Verfügung stellen zu können. Die Konstruktion wurde von Wacław Czerwiński in den Militärischen Segelflugzeugwerkstätten (Wojskowe Warsztaty Szybowcowe) in Kraków ausgearbeitet, weshalb sie als WWS-1 bezeichnet wurde. Der Typ erwies sich als sehr geeignet und bis 1939 wurden von den WWS etwa 140 Exemplare hergestellt, von denen einige auch nach Finnland, Jugoslawien und ins Baltikum exportiert wurden. Während der Besetzung Polens wurde die Produktion nicht weiter fortgeführt. Wacław Czerwiński emigrierte nach Kanada und entwickelte dort die eng an die WWS-1 angelegten Typen Sparrow und Robin.
Nach dem Ende des Zweiten Weltkriegs zeigte sich abermals ein steigender Bedarf an Schulseglern und so wurden auf der Grundlage einer WWS-1, die in einer Scheune bei Goleszów unbeschadet die Besatzungszeit überstanden hatte, von Józef Niespał sowie Rudolf und Marian Gracz die Baupläne neu angefertigt und im Herbst 1946 eine Vorserie von fünf Flugzeugen, nun als IS-A bezeichnet, aufgelegt. Der Prototyp erhielt das Kennzeichen SP–320 und wurde von Piotr Mynarski am 12. Oktober 1946 erstmals geflogen. In Jeżów begann ab dem Frühjahr 1948 die Produktion einer ersten als Salamandra 48 bezeichneten Serie, die 75 Stück umfasste. Inzwischen war das Muster überarbeitet und mit Störklappen ausgerüstet worden und weitere 50 Stück wurden als Salamandra 49 in Jeżów aufgelegt, von denen das Erste am 8. Juni 1949 als SP–825 eingeflogen wurde. Bei den WSK-Werken in Mielec entstanden von 1950 bis 1951 weitere 43 Schulsegler dieser Version.
1953 erschien die mit einem modifizierten Höhenleitwerk versehene Salamandra 53, deren Prototyp SP–1228 am 7. Mai 1953 den Erstflug vollführte. Von dieser IS-A wurden 50 Stück hergestellt. Nach und nach wurden auch die früheren Ausführungen mit den geänderten Leitwerken ausgerüstet. Für einen Auslandsauftrag wurden die Teile für weitere 30 Stück produziert und nach China exportiert, wo die Flugzeuge endmontiert wurden. Weiterhin erfolgte die Fertigung einer nicht näher bekannten Anzahl als Salamandra 53A in Lizenz. Insgesamt entstanden, die Exporte und chinesischen Nachbauten nicht eingerechnet, 223, nach anderen Quellen 235 IS-A.

## Versionen

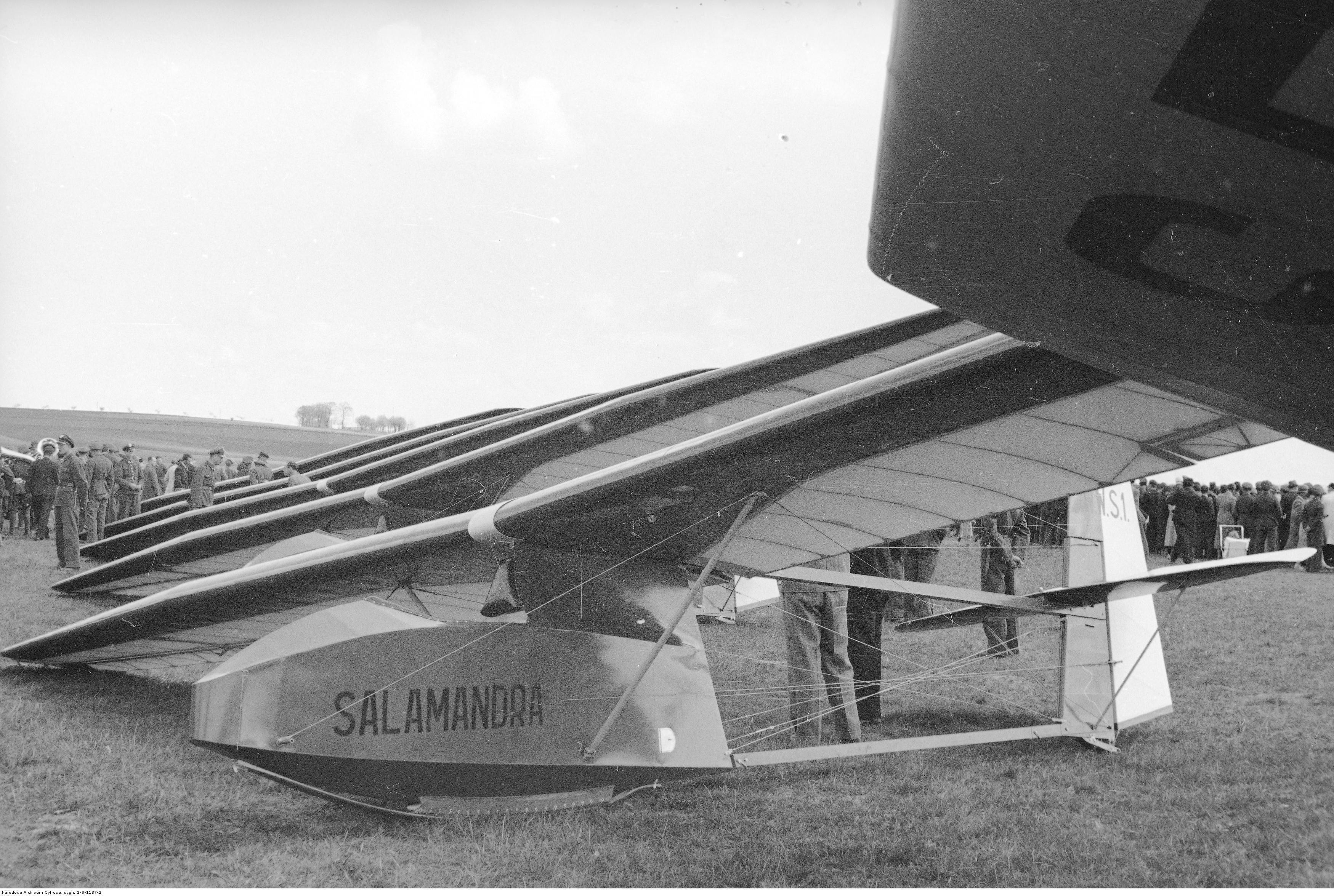
WWS-1

WWS-1Grundausführung von 1936, etwa 140 Stück gebaut
IS-Aüberarbeitete Variante von 1946, fünf Stück inklusive Prototyp gebaut
Salamandra 48erste Serie von 1948, 75 Stück gebaut
Salamandra 49Serienausführung von 1949 mit Störklappen, bis 1951 93 Stück gebaut
Salamandra 53Version mit überarbeiteten Höhenleitwerk von 1953, 50 Stück gebaut
Salamandra 53AExportvariante für China, 30 Stück produziert, dazu eine unbekannte Zahl chinesischer Lizenzbauten

## Aufbau
Die IS-A/WWS-1 ist ein verspannter Schulterdecker in Holzbauweise. Der zweiteilige Tragflügel ist hinter dem offenen Führersitz auf das hölzerne Rumpfboot aufgesetzt und mit Stahlrohrstreben an dessen Seiten abgestützt und mit Stahlseilen verspannt. Er besitzt einen Hauptholm, einen diagonal verlaufenden Hilfsholm, eine Flügelnase aus Sperrholz und Stoffbespannung. Auch die Querruder sind stoffbespannt. Der hintere Rumpf wird von zwei verspannten und unverkleideten Holzstielen gebildet, an denen sich das verspannte Kreuzleitwerk, bestehend aus den mit Sperrholz beplankten Flossen und den mit Stoff bespannten Rudern, anschließt. Das Fahrwerk besteht aus einer gummigefederten Holzkufe unter dem Rumpfboot und einem ebenso hölzernen und gummigefederten Schleifsporn am Heck.

## Technische Daten

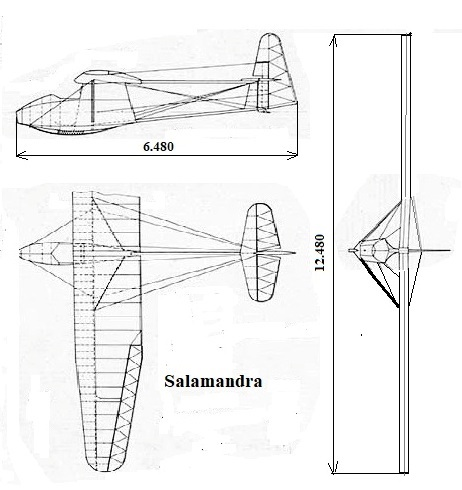
Dreiseitenriss

| Kenngröße              | Daten                 |
| ---------------------- | --------------------- |
| Besatzung              | 1                     |
| Spannweite             | 12,48 m               |
| Länge                  | 6,48 m                |
| Höhe                   | 2,38 m                |
| Flügelfläche           | 16,9 m²               |
| Flügelstreckung        | 9,25                  |
| Flächenbelastung       | 11,6 kg/m²–13,3 kg/m² |
| Rüstmasse              | 110 kg                |
| Startmasse             | 195 kg–225 kg         |
| Gleitzahl              | 15,2 bei 54 km/h      |
| Höchstgeschwindigkeit  | 150 km/h              |
| Mindestgeschwindigkeit | 43 km/h               |
| Sinkgeschwindigkeit    | 0,85 m/s              |